# Chiara Olivieri
Chiara Olivieri (Negrar, 9 de septiembre de 1979) es una deportista italiana que compite en curling. Ganó una medalla de bronce en el Campeonato Europeo de Curling Femenino de 2017.

## Palmarés internacional
| Campeonato Europeo | Campeonato Europeo | Campeonato Europeo | Campeonato Europeo |
| Año                | Lugar              | Medalla            | Prueba             |
| ------------------ | ------------------ | ------------------ | ------------------ |
| 2017               | San Galo (Suiza)   | Medalla de bronce  | Equipo             |